# Back and Forth
Nem összetévesztendő ezzel: Back & Forth.
A Back and Forth (Vissza és előre – vagy más néven Millenniumi epizód) című 34 perces rövidfilm a Fekete Vipera című sorozat egyik extra epizódja volt az angol BBC csatornán. Először a londoni Millennium Dome-ban mutatták be 2000-ben, majd még ugyanabban az évben a Sky One csatornán is sugározták. A filmet a Sky Television és a BBC finanszírozta, valamint – érdekességképpen – többek között még a Tesco is.
Rowan Atkinson és Tony Robinson a többi Fekete Vipera-részben megszokott szerepét alakítja. A többi szereplő, Stephen Fry, Hugh Laurie, Tim McInnerny és Miranda Richardson is a korábbi epizódokból való, csak most az igazi, modern arcukat mutatják. Ez az egyetlen olyan Fekete Vipera-rész, ahol nincs alánevetés a közönség soraiból. A filmet 2001-ben a Brit Akadémia Filmes díjára jelölték.

## Cselekmény
|  | Alább a cselekmény részletei következnek! |

A történet Fekete Vipera házában kezdődik, ahol az 1999-2000-es millennium megünneplésére készülődnek. Azt tervezi, hogy meglepi barátait egy ál-időgéppel (és ezzel 30 000 fontot nyer egy fogadással). Vendégeivel megegyezik, hogy visszahoz az időből egy római sisakot, Wellington csizmáját, egy nagyon büdös 200 éves alsóneműt. Mindezen holmikat vagy az azoknak megfelelő dolgokat persze egy zsákban már összegyűjtötte, hogy majd ezeket adja oda nekik. Csakhogy az időgép, mint kiderül, valóban működik, és ő és Baldrick eltűnnek az időben.
Az első hely, ahova vetődnek, egy történelem előtti hely, tele dinoszauruszokkal. Hogy megmeneküljenek, az egyetlen fegyver, amit be tudnak vetni, az Baldrick bűzös alsónadrága volt. Ezzel persze a dinoszauruszok kihalását idézték elő. Mivel Baldrick nem tett évszámkijelzőt a gépbe, megpróbálnak valahogy visszakerülni a saját korukba.
Valahogy visszakerülnek a házba, ahonnan elindultak, viszont I. Erzsébet korába. A királynő (Miranda Richardson) Fekete Vipera egyik ősének hiszi és azt parancsolja neki, hogy adjon neki valamilyen ajándékot, különben lefejezteti. Fekete Vipera egy mentolos cukorkát ad neki, amit a királynő az egyik legfinomabb dolognak titulál, amit valaha is evett. Megparancsolja neki, hogy hozzon még belőle. Az úton összefutnak William Shakespeare-rel (Colin Firth), aki a Macbethen dolgozik. Fekete Vipera aláíratja Shakespeare-rel a dráma címlapját egy golyóstollal és elkéri, majd behúz neki egyet, az a következő 400 év összes angol iskolásának nevében.
Az időgép a következőkben a Sherwoodi erdőbe repíti őket, ahol Robin Hood (Rik Mayall) szónokol a társainak. Mielőtt Robin kiadná a parancsot, hogy öljék meg őt, Fekete Vipera meggyőzi őket, hogy a gazdagokat kirabolni és aztán a zsákmányt a szegényeknek adni hasztalan, ezért ők Robint ölik meg. Marian (Kate Moss) beleszeret Fekete Viperába, aki Robin Hood legendás kalapját hozza magával.
A következő jelenetben az időgép a waterlooi csata helyszínén ér földet, pont Wellingtonra (Stephen Fry) zuhanva, épp azelőtt, hogy a Napóleon elleni zseniális haditervét felvázolná embereinek. Fekete Vipera gyorsan eltűnik onnan, de előtte még lehúzza az egyik csizmáját.
Az időgép ezek után Hadrianus falához repíti őket, a római időkbe. A falat őrző római katona is Fekete Vipera egyik őse volt, és mellette Baldrick egyik őse látható. Miután megszerzik az ő sisakját is, gyorsan eltűnnek onnan is.
Az időgépben Fekete Vipera már azon gondolkodik, hogy nagyon haza szeretne már végre jutni, és Baldrick előáll egy jó tervvel, azaz hogy a haldokló előtt lepereg a saját élete, így talán eszébe jutna, hogyan is indította be a gépet. Fekete Vipera ezért a toalett vizébe dugja Baldrick fejét. Baldrick visszaemlékszik és így végre eljutnak 1999-be. A vendégek megörülnek a hozott holmiknak, bár Fekete Vipera akciójának hála, a történelem más folyást vett, így már nem tudják, hogy Shakespeare író volt (aki a pofonnak köszönhetően felhagyott az írással), hanem a golyóstoll feltalálójaként tartják számon. A vesztes waterlooi csata után Anglia francia gyarmat lett, ahol már nem király vagy királynő uralkodik, hanem a francia nyelvű président, és a  pénznem nem a font, hanem a frank. Fekete Viperának van egy ötlete, visszamennek az időben, mindent helyrehoznak, azaz majdnem mindent. Mivel épp megy egy szilveszteri műsor a televízióban, megkéri őket, hogy nézzék, majd ő is csatlakozik, ahogy mondja. A televízióban éppen felvonulás van, sorra jönnek a hírességek. Például az angol miniszterelnök, aki végül Baldrick lesz, és a király, aki Fekete Vipera lesz.
|  | Itt a vége a cselekmény részletezésének! |

## Szereplők
- Rowan Atkinson – Edmund Feketevipera és az ősei
- Tony Robinson – Baldrick és az ősei
- Stephen Fry – Melchett, Melchett ősei, és Wellington
- Hugh Laurie – George és George ősei
- Tim McInnerny – Cunci és Cunci ősei
- Miranda Richardson Lady Elzabeth és I. Erzsébet
- Patsy Byrne – Dadus
- Rik Mayall – Robin Hood
- Kate Moss – Marian
- Colin Firth – William Shakespeare